# 高橋英二 (俳優)
高橋英二（たかはし えいじ 1940年 - 1970年2月24日）は日本の俳優。

## 人物
若手の実力派として、TBSテレビ（東京放送）の『七人の刑事』、日本教育テレビ『特別機動捜査隊』、舞台『黒蜥蜴』など数多くの作品に出演し、将来を嘱望された。
1968年、線維肉腫にかかり、医者から余命半年を宣告される。同年9月、右腕の切断手術を受けた。高橋の再起の意思を見た周囲が、高橋を主演とした作品を企画し、日本教育テレビ（NET）に持ち込み、『特別機動捜査隊』のプロデューサーがスポンサーや局の上層部を説得し、第382話「砂に十字架を！」として制作・放送された。その後、1年半にわたる闘病の末、1970年2月24日に30歳で死去した。
高橋の闘病の模様を、当時東京12チャンネル記者・ディレクターだった田原総一朗が長期にわたり取材。高橋の没後、1970年に同局の『ドキュメンタリー青春』で「俺はがんじゃない!!片腕の俳優・高橋英二の1年半」と題して放送された。

## 出演作品

### 映画
- 解散式（1967年4月1日、東映） - 愚連隊A 役

### テレビドラマ
- 七人の刑事 第216話「仮面の下」（1966年1月31日、TBS）
- 特別機動捜査隊（NET）
  - 第338話「狂った季節」（1968年4月17日） - 一郎 役
  - 第382話「砂に十字架を……」（1969年2月19日）
- 三匹の侍 第6シリーズ第6話「地獄を見た」（1968年11月7日、フジテレビ） - 三田 役

### 舞台
- 黒蜥蜴